# Polythore neopicta
Polythore neopicta – gatunek ważki z rodziny Polythoridae.